# Alchemilla angustata
Alchemilla angustata es una especie de planta del género Alchemilla, perteneciente a la familia Rosaceae.

## Taxonomía
Alchemilla angustata fue descrita por S. E. Fröhner en 1998.

## Distribución
Se encuentra en el territorio de España.